# Culmore
Culmore (Iers: An Chúil Mhór) is een plaats in het Noord-Ierse County Londonderry. Culmore telt 2937 inwoners. Van de bevolking is 8,2% protestant en 90,2% katholiek.